# Llanars
Llanars è un comune spagnolo di 510 abitanti situato nella comunità autonoma della Catalogna.